# 克拉斯涅 (巴赫馬奇區)
51°16′4″N 33°0′0″E / 51.26778°N 33.00000°E
克拉斯涅（烏克蘭語：Красне），是烏克蘭北部的村莊，隸屬切爾尼希夫州的尼任區。該村始建於1630年，面積4.73平方公里，海拔高度132米，2010年人口1,058，人口密度每平方公里223人。